# Hochei pe gheață la Jocurile Olimpice de iarnă din 2018
Probele sportive de hochei pe gheață la Jocurile Olimpice de iarnă din 2018 s-au desfășurat în perioada 14-22 februarie 2018 la Pyeongchang, Coreea de Sud, în două locuri: la Centrul de hochei Gangneung care are 10.000 de locuri și la Centrul de hochei Kwandong care are 6.000 de locuri.

## Sumar medalii

### Clasament pe țări
| Loc   | Țară                              | Aur | Argint | Bronz | Total |
| ----- | --------------------------------- | --- | ------ | ----- | ----- |
| 1     | Sportivi olimpici din Rusia (OAR) | 1   | 0      | 0     | 1     |
| 1     | Statele Unite ale Americii (USA)  | 1   | 0      | 0     | 1     |
| 3     | Canada (CAN)                      | 0   | 1      | 1     | 2     |
| 4     | Germania (GER)                    | 0   | 1      | 0     | 1     |
| 5     | Finlanda (FIN)                    | 0   | 0      | 1     | 1     |
| Total | Total                             | 2   | 2      | 2     | 6     |

### Medaliați
| Turneu           | Aur | Argint | Bronz |
| Masculin detalii | Sportivi olimpici din Rusia (OAR) · Sergei Andronov · Alexander Barabanov · Pavel Datsyuk · Vladislav Gavrikov · Mikhail Grigorenko · Nikita Gusev · Ilya Kablukov · Sergey Kalinin · Kirill Kaprizov · Bogdan Kiselevich · Vasily Koshechkin · Ilya Kovalchuk · Alexey Marchenko · Sergei Mozyakin · Nikita Nesterov · Nikolai Prokhorkin · Igor Shestyorkin · Vadim Shipachyov · Sergei Shirokov · Ilya Sorokin · Ivan Telegin · Vyacheslav Voynov · Egor Yakovlev · Artyom Zub · Andrei Zubarev | Germania (GER) · Sinan Akdag · Danny aus den Birken · Daryl Boyle · Christian Ehrhoff · Yasin Ehliz · Dennis Endras · Gerrit Fauser · Marcel Goc · Patrick Hager · Frank Hördler · Dominik Kahun · Marcus Kink · Björn Krupp · Brooks Macek · Frank Mauer · Jonas Müller · Moritz Müller · Marcel Noebels · Leonhard Pföderl · Timo Pielmeier · Matthias Plachta · Patrick Reimer · Felix Schütz · Yannic Seidenberg · David Wolf | Canada (CAN) · Rene Bourque · Gilbert Brulé · Andrew Ebbett · Stefan Elliott · Chay Genoway · Cody Goloubef · Marc-André Gragnani · Quinton Howden · Chris Kelly · Rob Klinkhammer · Brandon Kozun · Maxim Lapierre · Chris Lee · Maxim Noreau · Eric O'Dell · Justin Peters · Kevin Poulin · Mason Raymond · Mat Robinson · Derek Roy · Ben Scrivens · Karl Stollery · Christian Thomas · Linden Vey · Wojtek Wolski |
| Feminin detalii  | Statele Unite ale Americii (USA) · Cayla Barnes · Kacey Bellamy · Hannah Brandt · Kendall Coyne · Dani Cameranesi · Brianna Decker · Meghan Duggan · Kali Flanagan · Nicole Hensley · Megan Keller · Amanda Kessel · Hilary Knight · Jocelyne Lamoureux-Davidson · Monique Lamoureux-Morando · Gigi Marvin · Sidney Morin · Kelly Pannek · Amanda Pelkey · Emily Pfalzer · Alex Rigsby · Maddie Rooney · Haley Skarupa · Lee Stecklein                                                             | Canada (CAN) · Meghan Agosta · Bailey Bram · Emily Clark · Mélodie Daoust · Ann-Renée Desbiens · Renata Fast · Laura Fortino · Haley Irwin · Brianne Jenner · Rebecca Johnston · Geneviève Lacasse · Brigette Lacquette · Jocelyne Larocque · Meaghan Mikkelson · Sarah Nurse · Marie-Philip Poulin · Lauriane Rougeau · Jillian Saulnier · Natalie Spooner · Laura Stacey · Shannon Szabados · Blayre Turnbull · Jenn Wakefield  | Finlanda (FIN) · Sanni Hakala · Jenni Hiirikoski · Venla Hovi · Mira Jalosuo · Michelle Karvinen · Rosa Lindstedt · Petra Nieminen · Tanja Niskanen · Emma Nuutinen · Isa Rahunen · Annina Rajahuhta · Meeri Räisänen · Noora Räty · Saila Saari · Ronja Savolainen · Eveliina Suonpää · Sara Säkkinen · Susanna Tapani · Noora Tulus · Minnamari Tuominen · Ella Viitasuo · Riikka Välilä · Linda Välimäki           |